# Luciano Ray Djim
Luciano Ray Djim (Bangui, 3 agosto 1978) è un ex calciatore centrafricano, di ruolo attaccante.

## Carriera

### Club
Inizia a giocare in patria nello SC de Bangui, dove nella stagione 1996 realizza 12 reti in 27 partite. Nel 1997 viene acquistato dalla società belga del Charleroi, dove in quattro anni realizza 5 reti in 59 partite. Quindi trascorre la sua carriera fino al suo ritiro in Belgio, indossando le casacche di La Louvière, Visé, Namur, Seraing, Tilleur-Saint-Gilles, Heusy-Rouheid e Banneux, ad eccezione di due brevi parentesi in Germania con il VfR Mannheim dal 2005 al 2006, e in Slovacchia con il Senec dal 2006 al 2007.

### Nazionale
Conta tre presenze e una rete con la nazionale centrafricana.

## Statistiche

### Cronologia presenze e reti in nazionale
| Cronologia completa delle presenze e delle reti in nazionale ― São Tomé e Príncipe | Cronologia completa delle presenze e delle reti in nazionale ― São Tomé e Príncipe | Cronologia completa delle presenze e delle reti in nazionale ― São Tomé e Príncipe | Cronologia completa delle presenze e delle reti in nazionale ― São Tomé e Príncipe | Cronologia completa delle presenze e delle reti in nazionale ― São Tomé e Príncipe | Cronologia completa delle presenze e delle reti in nazionale ― São Tomé e Príncipe | Cronologia completa delle presenze e delle reti in nazionale ― São Tomé e Príncipe | Cronologia completa delle presenze e delle reti in nazionale ― São Tomé e Príncipe |
| Data                                                                               | Città                                                                              | In casa                                                                            | Risultato                                                                          | Ospiti                                                                             | Competizione                                                                       | Reti                                                                               | Note                                                                               |
| ---------------------------------------------------------------------------------- | ---------------------------------------------------------------------------------- | ---------------------------------------------------------------------------------- | ---------------------------------------------------------------------------------- | ---------------------------------------------------------------------------------- | ---------------------------------------------------------------------------------- | ---------------------------------------------------------------------------------- | ---------------------------------------------------------------------------------- |
| 6-10-1996                                                                          | Bangui                                                                             | Rep. Centrafricana                                                                 | 2 – 3                                                                              | Guinea                                                                             | Qual. Coppa d'Africa 1998                                                          | -                                                                                  |                                                                                    |
| 9-4-2000                                                                           | Bangui                                                                             | Rep. Centrafricana                                                                 | 0 – 1                                                                              | Zimbabwe                                                                           | Qual. Mondiali 2002                                                                | -                                                                                  | 8’                                                                                 |
| 23-4-2000                                                                          | Harare                                                                             | Zimbabwe                                                                           | 3 – 1                                                                              | Rep. Centrafricana                                                                 | Qual. Mondiali 2002                                                                | 1                                                                                  | 85’                                                                                |
| Totale                                                                             |                                                                                    | Presenze                                                                           | 3                                                                                  |                                                                                    | Reti                                                                               | 1                                                                                  |                                                                                    |